# Henri Fontaine
Henri Fontaine (1924-2020) sinh tại Normandie, Pháp, là một nhà truyền giáo Giáo hội Công giáo Rôma người Pháp. Ông cũng là một nhà địa chất học và nhà cổ sinh vật học thời kỳ tiền Đệ Tam, chuyên gia san hô đại Cổ sinh, và nhà khảo cổ học . Hoạt động của ông có nhiều gắn bó với Việt Nam và Đông Dương.

## Tiểu sử
Được thừa nhận trong Hội Thừa sai Paris và được phong chức năm 1948, ông được chuyển đến Hà Nội (Việt Nam) năm 1951 làm giáo sư tại Petit Séminaire . Trong thời gian đó, ông đã thực hiện nghiên cứu san hô Devon ở Đông Dương và Vân Nam .
Năm 1954 Việt Nam chia cắt thành hai miền, ông thực hiện cuộc di dời Sở Địa chất Đông Dương từ Hà Nội vào Sài Gòn, sau đó làm việc ở Sở theo yêu cầu của chính quyền Việt Nam Cộng Hòa đến 1960.

### 1954-1975
Theo yêu cầu của Chính phủ Việt Nam Cộng Hòa ông thành lập và giám sát công tác Sở Địa chất, sau đó nghiên cứu về đá vôi và than để phát triển nhà máy xi măng và mỏ than. Ông cũng tiến hành nghiên cứu cho cát silica mềm rất tinh khiết cho các nhà máy thủy tinh, và nguồn nước khoáng để uống và chữa bệnh . Nước khoáng từ nguồn Dangun (tỉnh Bình Thuận) được khai thác và đóng chai dưới nhãn hiệu Laska và dán nhãn tên của người phát hiện.
Ông đã xuất bản lại tập san hàng năm Lưu trữ Địa chất Việt Nam (Archives géologiques du Viet Nam), mà người đứng đầu Sở Địa chất Đông Dương là Edmond Saurin chỉ đạo xuất bản lần đầu tiên tại Hà Nội năm 1952 . Từ năm đó cho đến năm 1975, 16 vấn đề khác đã được tạo ra theo trách nhiệm của ông.
Đầu năm 1960, sau khi nhận bằng tiến sĩ khoa học tại Đại học Paris (Sorbonne, Pháp), ông được chính thức bổ nhiệm làm chuyên gia địa chất tại Sở Địa chất do Vụ Hợp tác Văn hoá và Kỹ thuật (Tổng cục Quan hệ Văn hoá Khoa học và Kỹ thuật, Bộ Ngoại giao Pháp) mà ông có liên quan đến năm 1976.
Ông đã thành lập bộ môn Địa chất Đại học Huế và hỗ trợ sinh viên sau đại học tại trường Đại học Khoa học Sài Gòn.
Nghiên cứu của ông giúp nâng cao bản đồ địa chất 1:2.000.000 Đông Dương , đã làm rõ hơn về địa chất các vùng ven biển , các hòn đảo Vịnh Thái Lan , sự hình thành bồi tích Đệ Tứ phía tây bắc Sài Gòn ... Nó cũng góp phần xây dựng các dự án đập trên một số con sông bao gồm La Ngà, Đồng Nai, khám phá khoáng chất nặng trong cồn cát ở bờ biển phía đông, và bauxite trên cao nguyên đất đỏ.
Qua các nghiên cứu thực địa, ông đã khám phá ra di chỉ tiền sử Phước Tân (trên đường Bà Rịa), và khai quật những di chỉ khác như Ngãi Thắng, Cù lao Rùa.... Năm 1971, cùng với Hoàng Thị Thân, ông khám phá và tìm kiếm những bình sứ ở Phú Hoà (tỉnh Đồng Nai) . Ông cũng nghiên cứu các di chỉ khác như Dầu Giây , Phan Thiết . Các di chỉ Phú Hoà và Hoà Vinh thuộc Văn hoá Sa Huỳnh .
Cuối năm 1975, một vài tháng sau khi chiến tranh Việt Nam chấm dứt, ông trở lại Pháp.

### 1976-1977
Ông gia nhập Viện Đại Học Công giáo Paris và tiếp tục nghiên cứu của mình.

### 1978-2013
Vào cuối năm 1978, ông được chính thức bổ nhiệm là một chuyên gia về hợp tác với CCOP (Ủy ban Điều phối các Chương trình Khoa học Địa chất biển và ven bờ ở Đông và Đông Nam Á, tiếng Anh: Coordinating Committee for Coastal and Offshore Geoscience Programmes in East and Southeast Asia) có trụ sở tại Bangkok (Thái Lan) và được Liên Hợp Quốc bảo trợ cho đến năm 1991 . Từ năm 1973, CCOP thực hiện một dự án nghiên cứu mang tên "Các tiềm năng về dầu khí trước Đệ Tam của Khu vực CCOP" (Pre-Tertiary Petroleum Potentials in the CCOP Region) với sự hỗ trợ của Chính phủ Pháp, và các chuyên gia địa chất và cổ sinh tiến Đệ Tam . Cuối năm 1978, cha Fontaine đã tiếp quản từ một nhà địa chất người Pháp khác, André Bonnet, và đã dành vài tháng mỗi năm ở Châu Á .
Theo các chương trình đã định trước, ông thực hiện nhiều nghiên cứu tại hiện trường, cùng với các nhà địa chất học từ các nước thành viên CCOP (Campuchia, Trung Quốc, Hàn Quốc, Indonesia, Malaysia, Philippines, Thái Lan). Đã thu hoạch được vài nghìn mẫu. Từ đó các lát mỏng đã được chuẩn bị ở Pháp (tại Bảo tàng Lịch sử Tự nhiên Quốc gia Pháp) và sau đó là ở Thái Lan. Họ đã được nghiên cứu ở Pháp với sự hợp tác của đồng nghiệp người Pháp. Bản thân ông viết phần lớn các bài viết của ông.
Nghiên cứu của ông cho phép khám phá và cung cấp dữ liệu mới về địa tầng, cổ sinh vật và lịch sử địa lý của Đông Nam Á. Các loại đá dạng hạt được xác định lần đầu tiên tại các địa điểm khác nhau ở phía đông, đông bắc, tây bắc và trung tâm Thái Lan, tại một số địa điểm ở Malaysia và Indonesia (Sumatra). Kỷ Permi đã được nghiên cứu chi tiết hơn ở các nước này và ở Philippines. Kỷ Trias đã được xác định thay vì Permi ở một số địa phương ở Thái Lan và Malaysia. Sự hiện diện của trầm tích biển Jura ở phía tây Thái Lan, vốn hầu như không được biết đến, được chứng minh bằng việc phát hiện các hóa thạch.
Gần đến tuổi 80 ông vẫn tiếp tục nghiên cứu thực địa của mình, với sự hỗ trợ của Cục Địa chất Quốc gia và các nhà địa chất học từ các nước Đông Nam Á, trong khi vẫn duy trì liên lạc với CCOP.
Năm 2013, vào đêm trước ngày sinh nhật lần thứ 90, ông đã thực hiện chuyến đi khảo sát địa chất thực địa cuối cùng của mình tại Thái Lan cùng các nhà địa chất quốc gia này.

### 2014-2020
Ông tiếp tục công việc nghiên cứu của mình với tốc độ chậm hơn và thích phân tích danh sách dài các ấn phẩm của ông cần đến ba trăm bài, đăng tải trong một số tạp chí khoa học ở Châu Á và Châu Âu.
Sự nghiệp khoa học và quốc tế của ông là đặc biệt dài, hơn sáu mươi năm.
Ông qua đời ngày 31 tháng 1 năm 2020 tại l’Haÿ-les-Roses, gần Paris, Pháp, hưởng thọ 96 tuổi.

## Các công trình chọn lọc
- 1971 - Viet Nam-Kampuchia-Lao, carte géologique = Geological map = Ban do dia chat (Reviewed and completed by H. Fontaine), Insets: Quan Dao Hoang Sa (Paracel) - Quan Dao Truong Sa (Spratly), scale 1:2,000,000, 99x69 cm, 3rd ed. Nat. Geogr. Directorate VN. Dalat (Viet Nam). http://trove.nla.gov.au/version/46282704
- 1973 - (and G. Délibrias) - Ancient marine levels of the Quaternary in Viet Nam. Journ. Hong Kong Archeol. Soc., 4: 29-33. Hong Kong. (Translation: W. Meacham). http://hkjo.lib.hku.hk/archive/files/6535d7b21578a177074b4bde0136d17f%5B%5D.
- 1980 - Edmond Saurin (1904–1977), Asian Perspectives, 23 (1): 1-8, Honolulu. http://scholarspace.manoa.hawaii.edu/bitstream/handle/10125/16886/AP-v23n1-obit.pdf?sequence=1
- 1980 - On the extent of the Sa Huynh Culture in continental Southeast Asia. Asian Perspectives, 23(1): 67-69. Honolulu. http://scholarspace.manoa.hawaii.edu/bitstream/handle/10125/16891/AP-v23n1-67-69.pdf?sequence=1
- 1980 - (and J.H.C.S. Davidson) – The archaeological site of Hoa Vkinh near Phan Thiet, Central Viet Nam. Asian Perspectives, 23 (1): 71-98, Honolulu. http://scholarspace.manoa.hawaii.edu/bitstream/handle/10125/16892/AP-v23n1-71-98.pdf?sequence=1
- 1982 - (and R. Ingavat and D. Vachard) - Carboniferous corals from Northeast Thailand. Bull. Geol. Soc. Malaysia, 15: 47-56, 2 pl. Kuala Lumpur. http://www.gsm.org.my/products/702001-101187-PDF.pdf Lưu trữ ngày 8 tháng 5 năm 2020 tại Wayback Machine
- 1984 - (and D.T.Nguyen, D. Vachard, C. Vozenin-Serra). The Permian of Southeast Asia. CCOP Conf. Proc. Ed., 338p. Bangdung (Indonesia). http://trove.nla.gov.au/version/21249670
- Fontaine, Henri; Poumot, Claude (1988). "The age of anthracite in Thailand". Journal of Southeast Asian Earth Sciences. Quyển 2. tr. 41. Bibcode:1988JAESc...2...41F. doi:10.1016/0743-9547(88)90020-7.
- Fontaine, H. (1988). "First conference on the geology of Indochina". Journal of Southeast Asian Earth Sciences. Quyển 2. tr. 43. Bibcode:1988JAESc...2...43F. doi:10.1016/0743-9547(88)90021-9.
- Fontaine, Henri; Lys, Maurice; Duc Tien, Nguyen (1988). "Some Permian corals from East Peninsular Malaysia: Associated microfossils, paleogeographic significance". Journal of Southeast Asian Earth Sciences. Quyển 2 số 2. tr. 65. Bibcode:1988JAESc...2...65F. doi:10.1016/0743-9547(88)90010-4.
- Fontaine, Henri; Khoo, Han Peng; Vachard, Daniel (1988). "Discovery of Triassic fossils at Bukit Chuping, in Gunung Sinyum area, and at Kota Jin, Peninsular Malaysia". Journal of Southeast Asian Earth Sciences. Quyển 2 số 3–4. tr. 145. Bibcode:1988JAESc...2..145F. doi:10.1016/0743-9547(88)90026-8.
- 1989 - (and S. Gafoer) - The pre-Tertiary fossils of Sumatra and their environments. 22nd Session, CCOP Conf. Proc. Ed.: 356 p. Bangkok. http://trove.nla.gov.au/version/7047624
- Fontaine, Henri; Rodziah, Daud; Singh, Updesh (1990). "Discovery of an Upper Triassic limestone basement in the Malay Basin, offshore Peninsular Malaysia: Regional implications". Journal of Southeast Asian Earth Sciences. Quyển 4 số 3. tr. 219. Bibcode:1990JAESc...4..219F. doi:10.1016/S0743-9547(05)80015-7.
- 1990 - (and L. Beauvais, M. Caridroit, C. Chonglakmani, P. David, E. Espiritu, S. Gafoer, Y. Jongkanjanasoontorn, H. P. Khoo, S. Lovachalasupaporn, B. Mistiaen, D.T. Nguyen, C. Poumot, B. Sektheera, B. Songsirikul, Suharsono, V. Suteethorn, W. Tantiwanit, V. Tansuwan, D.T. Tong and D. Vachard) - Ten Years of CCOP research on the pre-Tertiary of East Asia. CCOP Techn. Publ., 20: 375 p.. Bangkok. http://trove.nla.gov.au/version/27183981
- Fontaine, Henri; Chonglakmani, Chongpan; Piyasin, Sangat; Ibrahim, Bin Amnan; Khoo, Han Peng (1993). "Triassic limestone within and around the Gulf of Thailand". Journal of Southeast Asian Earth Sciences. Quyển 8. tr. 83. Bibcode:1993JAESc...8...83F. doi:10.1016/0743-9547(93)90010-M.
- Fontaine, Henri; Chonglakmani, Chongpan; Bin Amnan, Ibrahim; Piyasin, Sangat (1994). "A well-defined Permian biogeographic unit: Peninsular Thailand and northwest Peninsular Malaysia". Journal of Southeast Asian Earth Sciences. Quyển 9. tr. 129. Bibcode:1994JAESc...9..129F. doi:10.1016/0743-9547(94)90071-X.
- Henri Fontaine, N. Sattayarak and V. Suteethorn (1994) Permian corals of Thailand. CCOP Technical Bull., 24, 171 p. including 31 pl.. Chishitsu Chōsajo (Japan).
- Fontaine, H.; Workman, D. R. (1997). "Indochina: Regional review". Encyclopedia of European and Asian Regional Geology. Encyclopedia of Earth Science. tr. 372–6. doi:10.1007/1-4020-4495-X_48. ISBN 0-412-74040-0.
- 1995 - (and Ibrahim B. A.) – Biostratigraphy of the Kinta Valley, Perak. Geol. Soc. Malaysia Bull., 38: 159-172, 4 pl. http://www.gsm.org.my/products/702001-100916-PDF.pdf Lưu trữ ngày 10 tháng 8 năm 2017 tại Wayback Machine
- Fontaine, Henri; Suteethorn, Varavudh; Vachard, Daniel (1995). "The Carboniferous of northest Thailand: A review with new data". Journal of Southeast Asian Earth Sciences. Quyển 12. tr. 1. Bibcode:1995JAESc..12....1F. doi:10.1016/0743-9547(95)00027-5.
- 1999 - (and Ibrahim B. A. and D. Vachard) – Important discovery of late Early Permian limestone in southern Terengganu, Peninsular Malaysia. GEOSEA’1998 Proceedings, Bull. Geol. Soc. Malaysia Bull., 43: 455 – 460. http://www.gsm.org.my/products/702001-100795-PDF.pdf Lưu trữ ngày 29 tháng 4 năm 2019 tại Wayback Machine
- 1999 - (and S. Salyapongse and D. Vachard) – The Carboniferous of East Thailand – new information from microfossils. GEOSEA’1998 Proceedings, Bull. Geol. Soc. Malaysia, Bull., 43: 461 – 465. http://www.gsm.org.my/products/702001-100794-PDF.pdf Lưu trữ ngày 3 tháng 3 năm 2016 tại Wayback Machine
- 1999 - (and Bunopas S., J. T. Wasson, P. Vella, H. Fontaine, S. Hada, C. Burrett, T. Supajunya and S. Khositanont) - The Early Quaternary global terrestrial impact of a whole comet in the Australasian tektite field, newest apparent evidences and discoveries from Thailand and East Asia. GEOSEA’1998 Proceedings, Geol. Soc. Malaysia Bull., 43: 555 – 575. http://www.gsm.org.my/products/702001-100784-PDF.pdf Lưu trữ ngày 3 tháng 3 năm 2016 tại Wayback Machine
- 2000 - (and S. Salayapongse, V. Suteenthorn, D. Vachard) –Widespread occurrence of Triassic Limestones Northwest of Uthai Thani in West Thailand. Nat. Hist. Bull. Siam Society, 48: 7 – 19, 13 fig.. Bangkok. http://www.siamese-heritage.org/nhbsspdf/vol041-050/NHBSS_048_1h_Fontaine_WidespreadOccurr.pdf
- Fontaine, Henri (2002). "Permian of Southeast Asia: An overview". Journal of Asian Earth Sciences. Quyển 20 số 6. tr. 567. Bibcode:2002JAESc..20..567F. doi:10.1016/S1367-9120(01)00076-1.
- 2003 - (and S. Salayapongse, V. Suteenthorn) - Glimpses into Fossil Assemblages of Thailand: Coral Perspectives. Nat. Hist. Bull. Siam Society, 51(1): 37 – 67, 9 fig.. Bangkok. http://www.siamese-heritage.org/nhbsspdf/vol051-060/NHBSS_051_1h_Fontaine_GlimpsesIntoFoss.pdf
- 2005 - (and S. Salayapongse, V. Suteenthorn) - Fossil Biodiversity in the Limestones of Thailand: A Cornucopia of Information about the History of Life. Nat. Hist. Bull. Siam Society, 53(1): 33 – 70, 11 fig.. Bangkok. http://www.siamese-heritage.org/nhbsspdf/vol051-060/NHBSS_053_1h_Fontaine_FossilBiodiversi.pdf
- 2007 - (and V. Suteenthorn) - Carboniferous Corals of Pang Mapha District, Northwest Thailand. Nat. Hist. Bull. Siam Society, 53(1): 199-221, 13 fig.. Bangkok. http://www.siamese-heritage.org/nhbsspdf/vol051-060/NHBSS_055_2e_Fontaine_CarboniferousCor.pdf
- 2012 - (and S. Kavinate, T. T. Hoang, and D. Vachard) - Permian Limestone of Peninsular and Western Thailand in Khao Yoi, Chaam and Thong Pha Phum Areas. Nat. Hist. Bull. Siam Society, 58: 39-47, 6 fig.. Bangkok. http://www.siamese-heritage.org/nhbsspdf/vol051-060/NHBSS_058_1k_Fontaine_PermianLimestone.pdf
- Fontaine, Henri; Hoang, Thi Than; Kavinate, Sathaporn; Suteethorn, Varavudh; Vachard, Daniel (2013). "Upper Permian (Late Changhsingian) marine strata in Nan Province, northern Thailand". Journal of Asian Earth Sciences. Quyển 76. tr. 115. Bibcode:2013JAESc..76..115F. doi:10.1016/j.jseaes.2013.01.006.